# Ефименко, Фёдор Лазаревич
Фёдор Лазаревич Ефименко (12 октября 1910 год, с. Плехов, Лубенский уезд, Полтавская губерния — дата и место смерти не известны) — комбайнёр совхоза «Московский» Акмолинской области, Казахская ССР. Герой Социалистического Труда (1957). Член КПСС с 1943 года.

## Биография
Родился в 1910 году в крестьянской семье в селе Плехов Лубенского уезда Полтавской губернии.
Получил начальное образование. Работать начал одиннадцатилетнем подростком. В марте 1954 года отправился в Казахстан на освоение целинных земель. Трудился комбайнёром в совхозе «Московский» Есильского района.
Ежегодно перевыполнял план и свои личные социалистические обязательства. Указом Президиума Верховного Совета СССР от 11 января 1957 года за особо выдающиеся успехи, достигнутые в работе по освоению целинных и залежных земель, и получение высокого урожая удостоен звания Героя Социалистического Труда с вручением ордена Ленина и золотой медали «Серп и Молот».
С марта 1957 года — заместитель директора по хозчасти совхоза, заведующий совхозной мастерской «Баранкольский» Державинского района Акмолинской области.

## Награды
- Герой Социалистического Труда — указом Президиума Верховного Совета СССР от 11 января 1957 года
- Орден Ленина